# اوچ‌کایا (گرگر)
اوچ‌کایا {{ترکی|Üçkaya) (به کردی: Drağso) یک منطقهٔ مسکونی کردنشین در ترکیه است که در گرگر، آدیامان واقع شده‌است.